# جوليس هاردي
جوليس هاردي هو طبيب كندي، ولد في 16 يوليو 1932 في سوريل-تريسي في كندا.